# Ludo (voornaam)
Ludo is een voornaam die vooral in België wordt gebruikt. Hij komt ook voor in de vormen Ludovic en Ludolf. De naam Ludo stamt van de naam Ludovicus, de Latijnse variant op Lodewijk.

## Bekende naamgenoten
- Ludolf Bakhuysen (1630-1708), Nederlands schilder
- Ludo Busschots (1956-2020), Vlaams acteur
- Ludolf Camphausen (1803-1890), Pruisisch ondernemer en politicus
- Ludovic Capelle (1976), Vlaams wielrenner
- Ludo Claesen (1956), Vlaams musicus en dirigent
- Ludo De Witte (1956), Vlaams socioloog
- Ludo Dierckxsens (1964-2025), Vlaams wielrenner
- Ludo Dierickx (1929-2009), Vlaams politicus
- Ludovic Dubau , Frans wielrenner
- Ludovic Giuly (1976), Frans voetballer
- Ludo Hellinx (1955), Vlaams acteur
- Ludovic Lavater (1527-1586), Zwitsers predikant
- Ludovic Lazareth, Frans kunstenaar
- Ludolph Luirdt Ripperda (1707-1739), Nederlands edelman en diplomaat
- Ludo Martens (1946-2011), Vlaams politicus
- Ludo Peeters (1953), Vlaams wielrenner
- Ludo Philippaerts (1963), Vlaams ruiter
- Ludo Sanders, personage uit Goede tijden, slechte tijden
- Ludo Schurgers (1955), Vlaams wielrenner
- Ludo Sels (1916-1988), Vlaams politicus
- Ludolf Sickinghe (±1380 - na 1458), Nederlands burgemeester en raadsheer
- Ludolfus Sickinghe (±1245), Nederlands burgemeester
- Ludolph Anne Jan Wilt Sloet van de Beele (1806-1890), Nederlands historicus en koloniaal bewindsman
- Ludovic Turpin (1975), Frans wielrenner

- Ludo
- Ludo (fietsmerk)
- Ludo (merk)
- Ludo (voornaam)
- Ludo Abicht
- Ludo Bagman
- Ludo Bazuyn
- Ludo Bleys
- Ludo Busschots
- Ludo Claesen
- Ludo Coeck
- Ludo Coeckstadion
- Ludo Collin
- Ludo Cornelis
- Ludo Cox
- Ludo De Brabander
- Ludo De Keulenaer
- Ludo De Witte
- Ludo Delcroix
- Ludo Dielis
- Ludo Dierckxsens
- Ludo Dierickx
- Ludo Doensen
- Ludo Enckels
- Ludo Gelders
- Ludo Geluykens
- Ludo Gerits
- Ludo Geuens
- Ludo Giels
- Ludo Giesberts
- Ludo Goderis
- Ludo Haagland
- Ludo Hellinx
- Ludo Helsen
- Ludo Hoogmartens
- Ludo Janssens
- Ludo Kools
- Ludo Laagland
- Ludo Loos
- Ludo Loose
- Ludo Martens
- Ludo Mich
- Ludo Monset
- Ludo Noens
- Ludo Peeters
- Ludo Permentier
- Ludo Philippaerts
- Ludo Pieters
- Ludo Sandberg
- Ludo Sanders
- Ludo Sannen
- Ludo Scheid
- Ludo Schildermans
- Ludo Schurgers
- Ludo Sels
- Ludo Sheid
- Ludo Simons
- Ludo Stynen
- Ludo Troch
- Ludo Valcke
- Ludo Van Campenhout
- Ludo Van Der Linden
- Ludo Van Staeyen
- Ludo Van Thillo
- Ludo Vandamme
- Ludo Vandeau
- Ludo Verhoeven
- Ludo van Bronkhorst Sandberg
- Ludo van Eck
- Ludo van Eckhout
- Ludo van den Maagdenberg
- Ludo van der Plaat
- Ludodactylus
- Ludogorets Arena
- Ludogorets Razgrad
- Ludografie
- Ludolf-Hermann von Alvensleben
- Ludolf 'van Brauweiler'
- Ludolf Anne Jan Wilt Sloet van de Beele
- Ludolf Bakhuizen
- Ludolf Bakhuysen
- Ludolf Bakhuyzen
- Ludolf Camphausen
- Ludolf Dirk Broekema
- Ludolf II van Steinfurt
- Ludolf Jan Zandt
- Ludolf Karl Adelbert von Chamisso
- Ludolf Rasterhoff
- Ludolf Schjelderupbreen
- Ludolf Sickinghe
- Ludolf Smids
- Ludolf de Jong
- Ludolf de Jongh
- Ludolf van Brauweiler
- Ludolf van Ceulen
- Ludolf van Saksen
- Ludolf van Steinfurt
- Ludolf van Trier
- Ludolf van Zutphen
- Ludolff van Coelen
- Ludolfus Jozef Brems
- Ludolfus Sickinghe
- Ludologie
- Ludolph
- Ludolph Anne Jan Wilt Sloet van de Beele
- Ludolph Backhuysen
- Ludolph Berkemeier
- Ludolph Hendrik Borchard Silvius van Heeckeren
- Ludolph Hendrik van Oyen
- Ludolph Luirdt Ripperda
- Ludolph Reinier Wentholt
- Ludolph Reinier Wentholt (1872-1952)
- Ludolph Reinier Wentholt (1885-1946)
- Ludolph Smids
- Ludolph van Bronkhorst
- Ludolph van Ceulen
- Ludolphe-Joseph de Renesse
- Ludolphe de Renesse
- Ludolphus Sickinghe
- Ludolphus van Schonevelde van Bentheim
- Ludomila Scheiwiler-von Schreyder
- Ludomir Rozycki
- Ludomir Różycki
- Ludon-Medoc
- Ludon-Médoc
- Ludophus van Saksen
- Ludorf
- Ludos
- Ludospace
- Ludova strana - Hnutie za demokraticke Slovensko
- Ludovic
- Ludovic-Balthasar van Delft
- Ludovic-Marie d'Ursel
- Ludovic-Napoléon Lepic
- Ludovic (televisieserie)
- Ludovic Auger
- Ludovic Baal
- Ludovic Batelli
- Ludovic Blas
- Ludovic Butelle
- Ludovic Buysens
- Ludovic Caeymaex
- Ludovic Capelle
- Ludovic Debeurme
- Ludovic Giuly
- Ludovic Grootaers
- Ludovic Janssen
- Ludovic Lambermont
- Ludovic Lavater
- Ludovic Lazareth
- Ludovic Leizer Zamenhof
- Ludovic Magnin
- Ludovic Martin
- Ludovic Moyersoen
- Ludovic Obraniak
- Ludovic Orban
- Ludovic Piette
- Ludovic Robeet
- Ludovic Sane
- Ludovic Sané
- Ludovic Slimak
- Ludovic Sylvestre
- Ludovic Toeput
- Ludovic Turpin
- Ludovic d'Ursel
- Ludovic de Meester de Tilbourg
- Ludovic de Robiano
- Ludovic debeurme
- Ludovica Maria Gonzaga
- Ludovich Zamenhof
- Ludovicius
- Ludovicius dufourii
- Ludovicius eucerus
- Ludovicius impar
- Ludovicius spectabilis
- Ludovick Wola-Wetshay
- Ludovico Ariosto
- Ludovico Bidoglio
- Ludovico Bonito
- Ludovico Carracci
- Ludovico Chigi Albani della Rovere
- Ludovico Crescioli
- Ludovico Einaudi
- Ludovico Ferrari
- Ludovico Guicciardini
- Ludovico Hidrosollo
- Ludovico Ludovisi
- Ludovico Manin
- Ludovico Mazzolino
- Ludovico Micara
- Ludovico Pavoni
- Ludovico Pozzoserrato
- Ludovico Scarfiotti
- Ludovico Sforza
- Ludovico degli Arrighi
- Ludovico di Belgiojoso
- Ludovico di Caporiacco
- Ludovico di Varthema
- Ludovicus
- Ludovicus Adolphus Bouwmeester
- Ludovicus Adrianus Bleys
- Ludovicus Baekelandt
- Ludovicus Bakelandt
- Ludovicus Baláš
- Ludovicus Baláš de Sipek
- Ludovicus Beerenbroek
- Ludovicus Beltran
- Ludovicus Beltrán
- Ludovicus Beltrán (heilige)
- Ludovicus Caytan
- Ludovicus Episcopius
- Ludovicus Finsonius
- Ludovicus Franciscus Cornelius Hubertus Michaël de van der Schueren
- Ludovicus Franciscus Hubertus Beerenbroek
- Ludovicus Franciscus Hubertus Regout
- Ludovicus Gomez
- Ludovicus Hamerster Ameshoff
- Ludovicus Hubertus Wilhelmus Houbiers
- Ludovicus Jacobus Rogier
- Ludovicus Joannes Pieters
- Ludovicus Nonnius
- Ludovicus Passchijn
- Ludovicus Passchyn
- Ludovicus Ricour
- Ludovicus Rogier
- Ludovicus Theissling
- Ludovicus Torfs
- Ludovicus Van Haecke
- Ludovicus de Loën d'Enschedé
- Ludovicus van Miert
- Ludovicus van Toulouse
- Ludovika-academie
- Ludovika Eilers
- Ludovika Jakobsson
- Ludovika Jakobsson-Eilers
- Ludovika in Beieren
- Ludovika van Beieren
- Ludovingen
- Ludovisi-Galliër
- Ludovisi-sarcofaag
- Ludovisi-sarcophaag
- Ludovisi Gallier
- Ludovisi Galliër
- Ludovisitroon
- Ludovit Reis
- Ludovit Stur
- Ludovit Stúr
- Ludovitova
- Ludovít Stúr
- Ludowici
- Ludowici (Georgia)
- Ludowika Eilers
- Ludowika Jakobsson
- Ludowika Jakobsson-Eilers
- Ludowyk Smits
- Ludoș